# Metro v Sofii

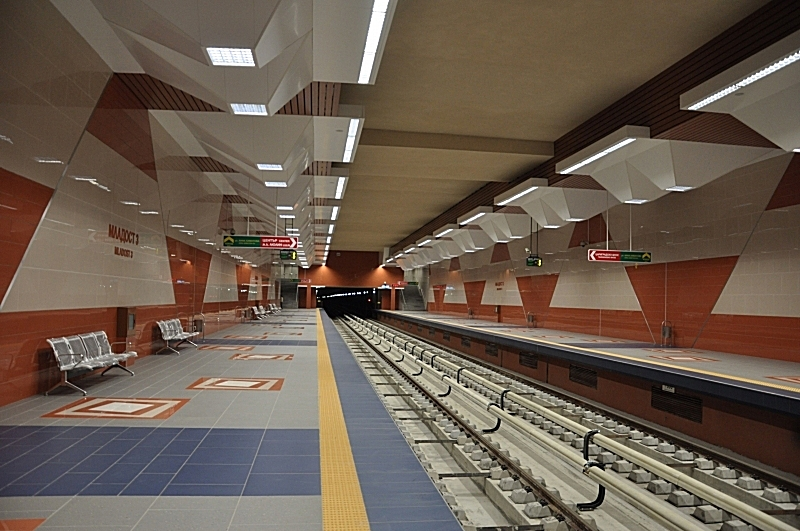
Stanice metra Mladost 3

Metro v Sofii (bulharsky Софийско метро), je systém podzemní dráhy v Sofii, hlavním městě Bulharska. Je jediným metrem v Bulharsku. První úsek byl uveden do provozu 28. ledna 1998. V červenci 2018 bylo v provozu 40 km dráhy a 35 stanic.
Metro je státním majetkem, což znamená, že jeho výstavba je financována jak z obecního a státního rozpočtu, tak i z dotací Evropské unie.

## Základní údaje
Od posledního rozšíření v roce 2020 je v provozu 47 stanic na čtyřech linkách. Délka tratí dosahuje 52 km. Nástupiště jsou dlouhá 120 metrů, koleje mají normální rozchod 1 435 mm. Soupravy sovětské výroby jsou napájeny soustavou o jmenovité hodnotě 825 V stejnosměrných; na lince 3 jezdí od srpna 2020 soupravy rakouské výroby Siemens Inspiro.

## Historie
Již od konce 60. let zvažovala bulharská vláda v hlavním městě výstavbu metra, které bylo v roce 1972 ministerstvem povoleno. V r. 1973 vznikla společnost „Метропроект“ (Metroprojekt). Roku 1974 byl schválen plán na výstavbu 3 tras s celkovou délkou 52 km, se 47 stanicemi a průměrnou vzdáleností dvou stanic 1100 m.
Projekt počítal se třemi protínajícími se trasami (podobně jako v Praze), s celkem 47 stanicemi a délkou 52 km. Stavební práce na 1. trase započaly v roce 1978, ale její výstavba se protáhla na 20 let.
Zpoždění stavby bylo zapříčiněno jednak tím, že projekt předběhl potřeby doby (situace v povrchové dopravě se v Sofii začala stávat kritickou teprve počátkem 90. let), jednak množstvím hodnotných archeologických nalezišť, které trasa metra protínala, díky nimž musela být částečně přeložena. Zbytky thráckých a římských staveb lze dnes vidět například ve stanici Serdika.
První úsek 1. trasy (červená) byl slavnostně otevřen 28. ledna 1998 v rozsahu pěti stanic Slivnica až Konstantin Veličkov. V roce 1999 byla zprovozněna stanice Opălčenska a v roce 2000 stanice Serdika, roku 2003 přibyl na druhém konci úsek mezi stanicemi Slivnica a Obelja, v roce 2009 úsek Serdika – Mladost 1, a v roce 2012 stanice Mladost 3 i IEC-Carigradsko shose.
Trasa č. 2 Ilijanci-Lozenec (modrá) o 15 stanicích a délce 18 km protla město od severu k jihu. Práce na úseku Nadežda – Lozenec v délce 11 km s 11 stanicemi, který obsluhuje i hlavní nádraží, byly zahájeny v prosinci 2008. Tato trasa byla dokončena v roce 2012.
V únoru 2013 začala stavba prodloužení 1. trasy ze stanice Mladost 1 k letišti, dostavěno bylo v květnu 2015.
Trasa č. 3 (zelená) Kňaževo-Vasil Levski se 16 stanicemi bude procházet od jihozápadu k severovýchodu v délce 16 km. 3. trasa měla být otevřena v roce 2019. , Stalo se tak až koncem srpna 2020. kdy byla zprovozněna její první část v délce 8 km se sedmi stanicemi.

## Linky
| Linka   | Zprovozněno | Délka (km) | Počet stanic | Ve výstavbě (km) | Plánovaná délka (km) | Plánovaný počet stanic |
| ------- | ----------- | ---------- | ------------ | ---------------- | -------------------- | ---------------------- |
|         | 1998        | 28         | 23           | 0                | 30,9                 | 25                     |
|         | 2012        | 12         | 12           | 0                | 18                   | 18                     |
|         | 2019        | 0          | 0            | 12               | 18                   | 18                     |
| Celkem: |             | 40         | 35           | 12               | 66,9                 | 61                     |

### Linka 1 (červená)
| Stanice                                    | Obrázek                           | Otevření       | Poznámky |
| ------------------------------------------ | --------------------------------- | -------------- | --- |
| Obelja Обеля                               | Obelia 3                          | 20. duben 2003 | Depo s nabídkou služeb. Obsluhuje čtvrti Obejla, Vrabnica a Moderno Predgradie                                     |
| Slivnica Сливница                          | Slivnitsa Metrostation            | 28. leden 1998 | Obsluhuje sídliště Ljulin.                                                                                         |
| Ljulin Люлин                               | Lyulin Metrostation               | 28. leden 1998 | Obsluhuje sídliště Ljulin.                                                                                         |
| Zapaden park Западен парк                  | Zapaden park                      | 28. leden 1998 | Obsluhuje sídliště Ljulin a blízké nákupní centrum Mega Mall Sofia.                                                |
| Vardar Вардар                              | Vardar Metrostation               | 28. leden 1998 | Obsluje sídliště Zapaden Park.                                                                                     |
| Konstantin Veličkov Константин Величков    | K.Velichkov Metrostation          | 28. leden 1998 | Stanice umístěná na ulici Konstantina Veličkova.                                                                   |
| Opălčenska Опълченска                      | Opalchenska Metrostation          | 17. září 1999  | Nachází se u nákupního centra Mall of Sofia.                                                                       |
| Serdika Сердика                            | Serdika stantion                  | 31. říjen 2000 | Přestupní stanice mezi linkami 1 a 2                                                                               |
| Kliment Ochridski СУ „Св. Климент Охридски | Metrostation-Sofia-University-4   | 7. září 2009   | Nachází se u Univerzity Sofia, plánovaná přestupní stanice na linku 3                                              |
| Stadion Vasil Levski Стадион Васил Левски  | Vasil Levski Stadium Metrostation | 8. květen 2009 | Nachází se u Národního stadionu Vasil Levski.                                                                      |
| Joliot Kurie Жолио Кюри                    | Joliot-Curie Metrostation         | 8. květen 2009 | Obsluhuje sídliště Iztok a Izgrev.                                                                                 |
| G.M. Dimitrov Г.М.Димитров                 | G.M.Dimitrov Metrostation         | 8. květen 2009 | Obsluhuje sídliště Musagenica, Dianabad, Studentski grad a Darvenica.                                              |
| Musagenica Мусагеница                      | Musagenitsa                       | 8. květen 2009 | Obsluhuje sídliště Musagenica.                                                                                     |
| Mladost 1 Младост 1                        | Metrostation Mladost 1            | 8. květen 2009 | Převodní stanice mezi severní (Letiště Sofia) a jižní (Business Park) větví linky 1. Obsluhuje sídliště Mladost 1. |

| Stanice                                   | Obrázek                          | Otevření       | Poznámky                                                     |
| ----------------------------------------- | -------------------------------- | -------------- | ------------------------------------------------------------ |
| Mladost 3 Младост 3                       | Младост 3-вестибюл               | 25. duben 2012 | Obsluhuje sídliště Mladost 3.                                |
| IEC-Carigradsko šose ИЕЦ-Цариградско шосе | Цариградско-вестибюл             | 25. duben 2012 | Nachází se na Tsarigradsko shose, největším bulváru v Sofii. |
| Družba Дружба                             | Druzhba Metrostation             | 2. duben 2015  | Obsluhuje sídliště Družba 1, Družba 2 a Iskar.               |
| Iskărsko šose Искърско шосе               | Iskarsko shose Metrostation      | 2. duben 2015  | Nachází se u nádraží Iskar na sídliště Iskar.                |
| Sofijska Sveta gora Софийска Света гора   | Sofiyska Sveta Gora Metrostation | 2. duben 2015  | Nachází se na sdílišti Iskar.                                |
| Letiště Sofia Летище София                | Sofia Airport Metro Station      | 2. duben 2015  | Nachází se na Letišti Sofia s napojením na Terminál 2.       |

| Stanice                                                            | Obrázek                          | Otevření | Poznámky                                                                                                 |
| ------------------------------------------------------------------ | -------------------------------- | --- | --- |
| Aleksandar Malinov Александър Малинов                              | Alexander Malinov Metrostation   | 8. květen 2015                                                                                              | Obsluhuje sídliště Mladost 2 a Mladost 3.                                                                |
| Akad. Aleksandar Teodorov-Balan Акад. Александър Теодоров-Балан    | Al. Teodorov Balan Metrostation  | 8. květen 2015                                                                                              | Obsluhuje sídliště Mladost 2 a Mladost 3.                                                                |
| Business Park Sofia Бизнес Парк София                              | Business park Sofia Metrostation | 8. květen 2015                                                                                              | Nachází se v Business Parku Sofia a obsluhuje sídliště Mladost 4.                                        |
| Sofia Park София парк                                              |                                  | plánováno                                                                                                   | Stanice se bude nacházet v rezidenční čtvrti Sofia Park a v blízkosti rychlostní silnice Sofijský okruh. |
| Malinova Dolina - Sofia Ring Mall Малинова долина - София Ринг Мол | plánováno                        | Stanice se bude nacházet v blízkosti obchodního centra Sofia Ring Mall a rychlostní silnice Sofijský okruh. | |

### Linka 2 (modrá)
| Stanice                                  | Obrázek                        | Otevření                                                                           | poznámky |
| ---------------------------------------- | ------------------------------ | ---------------------------------------------------------------------------------- | --- |
| Obelja Обеля                             | Obelia 3                       | 20. duben 2003                                                                     | Depo s nabídkou služeb. Obsluhuje čtvrti Obejla, Vrabnica a Moderno Predgradie. Přetsupní stanice na linku 1. |
| Lomsko šose Ломско шосе                  | Ломско Шосе                    | 31. srpen 2012                                                                     | Obsluhuje čtvrť Vrabnica.                                                                                     |
| Beli Dunav Бели Дунав                    | Бели дунав                     | 31. srpen 2012                                                                     | Nachází se na hranici sídlišť Nadežda 3 a Nadežda 4.                                                          |
| Nadežda Надежда                          | Nadejda - 001                  | 31. srpen 2012                                                                     | Obsluhuje sídliště Nadežda a nachází se na ulici Lomsko.                                                      |
| Han Kubrat Хан Кубрат                    | Кан Кубрат                     | 31. srpen 2012                                                                     | Nachází se na hranici sídlišť Nadežda 1 a Nadežda 2                                                           |
| Princesa Maria Lujza Княгиня Мария Луиза | Княгиня Мария Луиза            | 31. srpen 2012                                                                     | Nachází se u nemocnice Klementinska.                                                                          |
| Centralna Gara Централна ж.п. гара       | Централна гара                 | 31. srpen 2012                                                                     | Nachází se u Sofijského centrálního vlakového nádraží a Centrální autobusové stanice Sofia.                   |
| Lavov Most Лъвов мост                    | Лъвов мост                     | 31. srpen 2012                                                                     | Nachází se u Lvího mostu.                                                                                     |
| Serdika Сердика                          | Сердика 2                      | 31. srpen 2012                                                                     | Přestupní stanice mezi linkami 1 a 2                                                                          |
| NDK Национален дворец на културата       | Национален дворец на културата | 31. srpen 2012                                                                     | Nachází se u bulharského Národního paláce kultury.                                                            |
| Evropeyski Săjuz (EU) Европейски съюз    | Европейски съюз                | 31. srpen 2012                                                                     | Nachází se u Národního muzea země a člověka a obchodního centra City Center Sofia.                            |
| James Bourchier Джеймс Баучер            | Джеймс Баучер                  | 31. srpen 2012                                                                     | Obsluhuje sídliště Lozenets.                                                                                  |
| Vitoša Витоша                            | Метростанция „Витоша“          | 20. červenec 2016                                                                  | Nachází se u obchodního centra Paradise Center.                                                               |
| Černi vrah Черни връх                    |                                | plánováno                                                                          | Stanice se budu nacházet u bulváru Černi vrah a rezidenční čtvrti Krastova vada                               |
| Vragelevci Драгалевци                    | plánováno                      | Stanice se bude nacházet u bulváru Černi vrah a rychlostní silnice Sofijský okruh. | |

| Stanice          | Otevření  | Poznámky                                      |
| ---------------- | --------- | --------------------------------------------- |
| Tolstoj Толстой  | plánováno | Stanice bude obsluhovat sídliště Tolstoj.     |
| Svoboda Свобода  | plánováno | Stanice bude obsluhovat sídliště Svoboda      |
| Rozhen Рожен     | plánováno | Stanice bude obsluhovat nákupní zónu Ilijanci |
| Ilijanci Илиянци | plánováno | Stanice bude obsluhovat sídliště Ilijanci.    |